# Алидози, Франческо
Франческо Алидози (итал. Francesco Alidosi; 24 мая 1455—1511) — итальянский кардинал и кондотьер. Алидози сопровождал Джулиано делла Ровере во Францию в 1494 году и продолжал поддерживать его, когда Делла Ровере был избран папой, став папой Юлием II. Алидози был избран епископом Милето в 1504 году, а затем переведен на престол Павии 26 марта 1505 года. Он занимал это место до своей смерти в 1511 году.

## Биография
Франческо Алидози родился в Кастель-дель-Рио и был третьим сыном Джованни Алидози, лорда Кастель-дель-Рио.
В 1494 году Алидози вместе с Джулиано делла Ровере отправился во Францию. Затем в 1503 году Джулиано делла Ровере стал папой Юлием II, Алидози стал его секретарём, главным сотрудником и папским камергером, а потом и казначеем.

### Кардинал-священник
Хотя многие кардиналы выступили против повышения Алидози, но в 1505 году Алидози был назначен кардиналом-священником Санти Нерео и Ахиллео. Он служил посредником между Микеланджело Буонарроти и папой Юлием II, а в 1506 году подписал от имени папы договор на потолочные фрески Сикстинской капеллы, позже сделав то же самое для статуи папы в Болонье. Также Алидози служил кардиналом-защитником Англии в колледже и был защитником Дезидерия Эразма.
Юлий II оказал ему большое доверие, считая его энергичным и проницательным соучастником его политических планов. 22 сентября 1508 года кардинал отправился в Витербо, чтобы навестить папу, который передал дипломатическую миссию в Болонье кардиналу Феррары Ипполито д’Эсте. В ноябре 1509 года папа отозвал Алидози от миссии.
После вступления во владение посольства в Болонье 27 июня 1508 года Алидози приказал задушить Альберто Кастелли, Иннокенцо Рингьери, Саллюстио Гуидотти и Бартоломео Маньяни. Их обвинили в «поддержке заговора в пользу Бентивольо» и в работе с венецианцами против папы. Также были казнены более тридцати человек, сторонников Бентивольо. Эти действия вызвали большое возмущение болонцев.
Названный легатом в Романье и Марке в начале 1509 года, затем он овладел Равенной 29 мая 1509 года и оставил своего брата Обиццо на посту губернатора. Алидози был отправлен в качестве посланника к королю Франции и прибыл 19 июня 1509 года вместе с кардиналом Франсуа Гийомом де Кастельно-Клермон-Людев в Мантую. Король Франции назначил его епископом Кремоны без одобрения папы. 4 января 1510 г. кардинал был отозван в Рим, чтобы рассказать папе Юлию II жалобы болонцев.
Некоторые предполагают, что папа вызвал Алидози, чтобы использовать его опыт для заключения мира с Венецией. Соглашение было достигнуто 24 февраля 1510 года. После этого папа был вынужден занять более снисходительное отношение к королю Франции Людовику XII, императору Священной Римской империи Максимилиану I и герцогу Феррары, чтобы обеспечить независимость католической церкви и свободу Италии от иностранцев.

### Обвинения в предательстве
В апреле 1510 года многие знатные болонские деятели были шокированы, узнав что папа вернул болонскую миссию кардиналу Алидози. Они подозревали его в контакте с французами во время борьбы с Венецией. 7 октября 1510 года, находясь на папском поле недалеко от Модены, Франческо Мария I делла Ровере, герцог Урбино, схватил кардинала, надев на него наручники и отвёз обратно в Болонью в сопровождении 150 всадников. У ворот Сан-Феличе двенадцать балестриеров сняли наручники и повели его на общественную площадь. Здесь его обвинили в государственной измене.
Франческо Мария I и жители Болоньи надеялись, что он будет наказан. Вместо этого папа позволил ему защищаться и сочтя обвинения необоснованными, вынес решение в его пользу. Алидози был назначен апостольским администратором кафедры Болоньи 18 октября 1510 года, и этот пост он занимал до своей смерти. 28 октября 1510 года Алидози снова был взят в плен Франческо Мария I за измену. Папа вскоре снова освободил его и восстановил его почести.
14 мая 1511 года папа по соображениям безопасности переехал из Болоньи в Равенну и поселился в бенедиктинском монастыре Сан-Витале. Сторонники Бентивольо и противники власти церкви сразу-же взбунтовались. Примерно в 22:00, 20 мая Алидози сбежал в Кастель-дель-Рио, забрав все ценности, которые мог унести. Это действие побудило Франческо Мария I делла Ровере у городских ворот покинуть поле вместе со всей артиллерией, почти всей провизией и многочисленными флагами. 23 мая Джан Джакомо Тривульцио, командующий французской армией, вошёл в Болонью с Бентивольо.
Папа уведомил кардиналов о потере города и обвинил Франческо Мария I и граждан в измене. Он попросил казнить герцога, но Франческо Мария ответил, обвинив Алидози в измене. Из Кастель-дель-Рио Алидози отправился в Равенну, чтобы изложить свою версию. Его сопровождали его зять Гвидо Вайни, и легат-гвардия из 100 всадников. Папа Юлий II определил его, объявив что предателем был Франческо Мария I.

### Смерть
24 мая 1511 года Франческо Мария I получил обвинения от папы, и он ушёл с восемью сторонниками. Он отправился в дом Алидози, который останавливался с кардиналом Марко Вигеро, недалеко от церкви Сан-Витале в Равенне. В это же время кардинал в сопровождении своей охраны направлялся к папе, пригласившей его на ужин. Алидози поприветствовал Франческо Мария, и молодой человек из свиты герцога соскочил с коня и двинулся к Алидози. Взяв узду мула, на котором ехал Алидози, он ударил его в бок. Кардинал упал с мула и когда он упал на землю, тот порезал ему щёку и ухо кинжалом, а Филиппо Дориа нанёс смертельный удар в голову.

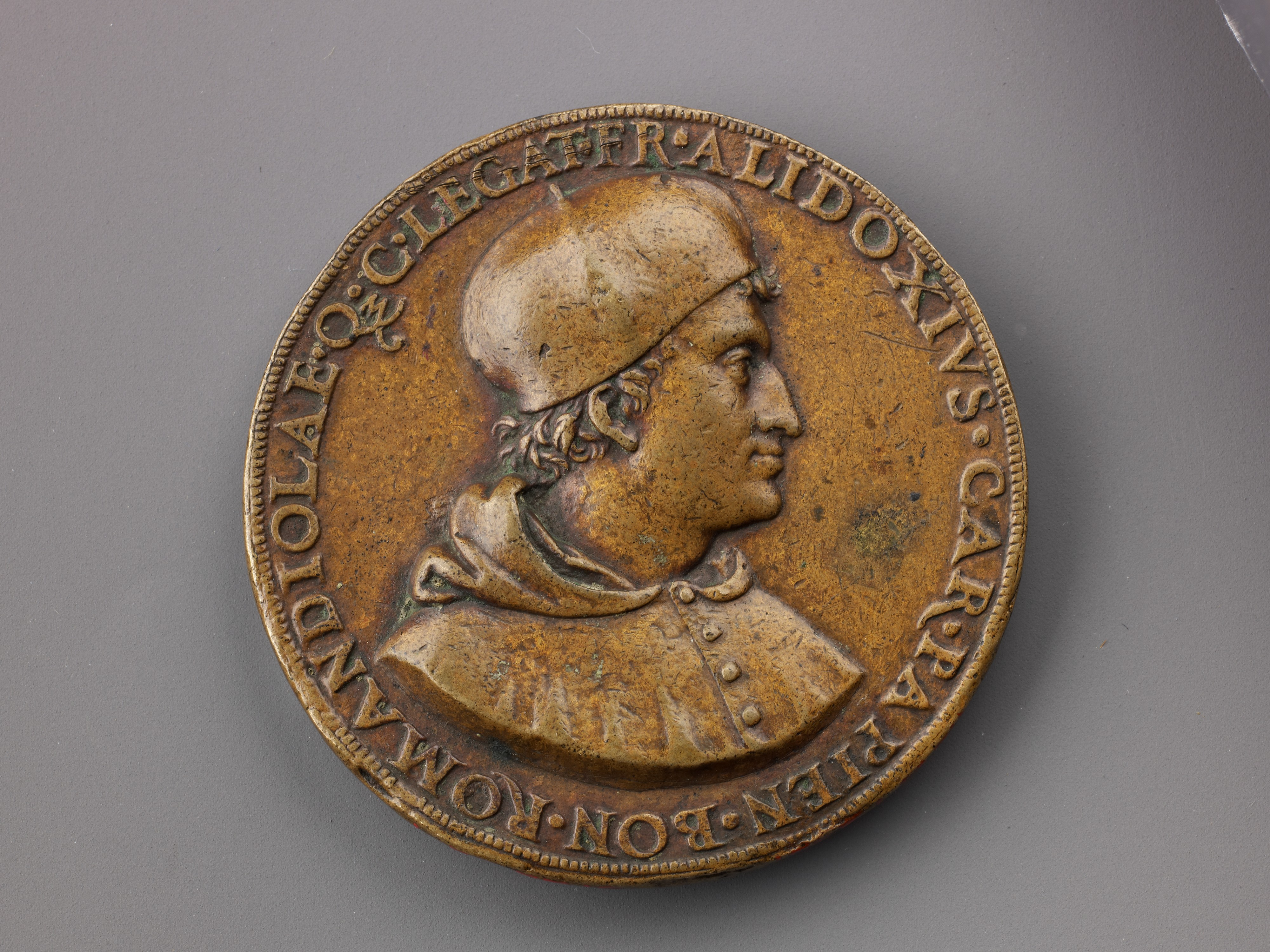
Медальон с лицом Франческо Алидози

Один историк отмечает: «У фаворита нет друзей», особенно у фаворита типа Алидози, так что многие люди, в том числе собственные слуги Алидози, равнодушно наблюдали за этим убийством непопулярного церковника.
Папа Юлий II почтил останки кардинала на торжественной церемонии в соборе Равенны, где они были похоронены. Когда собор был снесен в 1745 году, врач Гаспаре Дезидерио Мартинетти передал череп Алидози бенедиктинцам святого Витале, чтобы он не смешался с другими костями. От них она перешла в библиотеку Классенса и стала достоянием общественности. Позже кардинал Агостино Риварола перезахоронил останки. Судя по признанию, сделанному 20 июня 1968 года, следы раскола, которые он получил на голове, все ещё можно было заметить.

## Личность
Алидози был известен своей жестокостью. Кардинал Пьетро Бембо описал его такими словами: «Вера ничего не значила для него, ни религия, ни надежность, ни стыд, и в нём не было ничего святого».